# Административное деление Новороссийской губернии на 1 января 1765 года

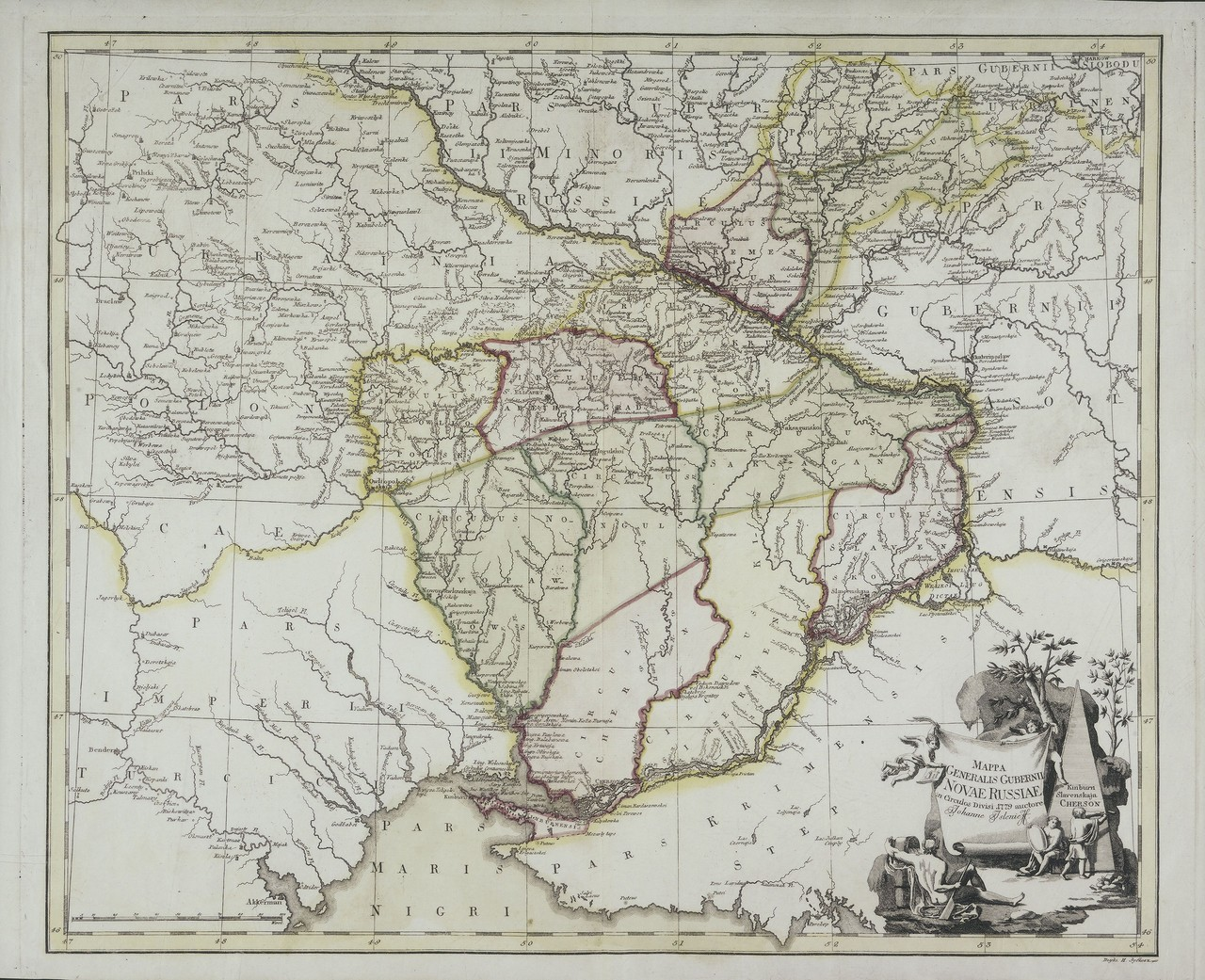
Новороссийская губерния на 1779 год.

Административное деление Новороссийской губернии на 1 января 1765 года — устройство и состав Новороссийской губернии (1764 — 1775 годов), на 1 января 1765 года, возможно и позднее с какими то изменениями.
На землях Дикого поля в 1752 году образовались первые военно-земледельческое поселения австрийских сербов, хорватов и венгров, приведённых полковником Иваном Хорватом, с разрешения Русского государя.
Новороссийская губерния как административно-территориальная и войсковая единица была образованна Высочайшим указом от 22 марта 1764 года для защиты русского государства от османских, перекопо-татарских и крымскотатарских набегов на землях бывшей Славяносербии и Ново-Сербии.
Новороссийская губерния делилась на поселённые полки:
- общее число полков — 7
- центр губернии — город Кременчуг
- вновь образованы (или вошли в состав):

1. Днепровский пикинёрный полк (11 июня 1764 года) — из Бахмутской провинции (в том числе Украинская линия, Славяносербия) Воронежской губернии, а также некоторые сотни Полтавского и Миргородского полков Запорожского реестрового войска.
2. Донецкий пикинёрный полк (11 июня 1764 года) — из Бахмутской провинции (в том числе Украинская линия, Славяносербия) Воронежской губернии, а также некоторые сотни Полтавского и Миргородского полков Гетманщины
3. Луганский пикинёрный полк (11 июня 1764 года) — из Бахмутского казацкого полка Бахмутской провинции (в том числе Украинская линия, Славяносербия) Воронежской губернии
4. Самарский гусарский полк (11 июня 1764 года) — из Молдавского гусарского полка Киевской губернии

- список полков:

1. Днепровский пикинёрный полк
2. Донецкий пикинёрный полк
3. Елисаветградский пикинёрный полк
4. Жёлтый гусарский полк
5. Луганский пикинёрный полк
6. Самарский гусарский полк
7. Чёрный гусарский полк